# الانیش، کلوژ
الانیش، کلوژ (به لاتین: Aluniș, Cluj) یک منطقهٔ مسکونی در رومانی است که در شهرستان کلوژ واقع شده‌است.

## خصوصیات
الانیش ۵۶٫۵۳ کیلومترمربع مساحت و ۱٬۳۲۹ نفر جمعیت دارد.